# Neoempheria fallax
Neoempheria fallax är en tvåvingeart som beskrevs av Coher 1959. Neoempheria fallax ingår i släktet Neoempheria och familjen svampmyggor. Inga underarter finns listade i Catalogue of Life.